# City of Milwaukee
Die kombinierte Passagier- und Eisenbahnfähre City of Milwaukee ist das letzte erhaltene Schiff ihrer Serie auf den Großen Seen.

## Einzelheiten
Das am 25. November 1930 zu Wasser gelassene Fährschiff bildete den Abschluss einer ab 1923 bei der Manitowoc Shipbuilding Company gebauten Serie von sechs Schwesterschiffen. Die ersten beiden Einheiten entstanden für die Eisenbahngesellschaft Pere Marquette Railway, es folgte ein Einzelschiff für die Ann Arbor Railroad, wonach sich die drei Schiffe der Grand Trunk Western Railroad anschlossen. Die City of Milwaukee war als Ersatz für die 1929 in einem Sturm gesunkene Milwaukee vorgesehen.
Den größten Teil ihrer Einsatzzeit verbrachte die Fähre bei ihrer ersten Reederei, der Grand Trunk Milwaukee Car Ferry Company auf dem Michigansee. Gleichwohl wurde das Schiff von Zeit zu Zeit verchartert. 1979 erwarb der Staat Michigan das Schiff und setzte es weitere zwei Jahre im Dienst der Ann Arbor Railroad ein, bevor es 1981 bei der Aufgabe der Fährlinien über die Seen außer Dienst gestellt wurde.
Auf Betreiben des Northwest Michigan Maritime Museum und der Bewohner des Ortes Frankfort in Michigan wurde die City of Milwaukee 1983 vor der Verschrottung bewahrt. Zwei Jahre darauf wurde die Society for the Preservation of the S.S. City of Milwaukee als Interessenvertretung gegründet. Nachdem das Schiff 1990 zunächst den Titel einer National Historic Landmark erhielt, nahm man es später aufgrund der Beteiligung im Zweiten Weltkrieg auch in die Liste der Historic Naval Ships Association auf. Nachdem sich die Möglichkeit eines festen Liegeplatzes im historischen Ann Arbor Railroad Marine Terminal des Hafens von Frankfort zerschlagen hatte, verbrachte man das Schiff im Jahr 2004 nach Manistee. Seit dem 18. Mai 2004 liegt die City of Milwaukee an der Marina des Moonlite Motel am Lake Manistee.